# Matéria escura biológica
Matéria escura biológica ou matéria negra biológica é um termo informal para um tipo de material genético não categorizado ou pouco compreendido. Este material genético pode se referir a micro organismos não-classificados, logo por extensão, matéria escura biológica pode se referir à microfauna ainda não isolada, cuja existência só pode ser deduzida a partir do material genético que produz. Um pouco deste material genético não se encaixa em nenhum dos três domínios da vida: bactéria, archaea e eucariotas. Sua presença sugere que um quarto domínio possa ser descoberto.
Matéria escura biológica pode ser encontrada em humanos e diversos outros organismos. De acordo com virologista americano Nathan Wolfe, 20% do material genético em uma amostra nasal por cotonete de uma pessoa é matéria escura nasal que não pode ser atribuída a nenhuma categoria existente de organismos na Terra. Matéria escura biológica compõe entre 40% e 50% do material genético no intestino humano e entre 1% e 2% do material genético encontrado no relativamente estéril sangue humano.